# Soledad Alvear
María Soledad Alvear Valenzuela (Puente Alto, 17 de septiembre de 1950) es una abogada y política chilena. Fue senadora por la región Metropolitana de Santiago en representación del Partido Demócrata Cristiano (periodo 2006-2014), al que renunció en abril de 2018.
Fue ministra directora del Sernam (durante la presidencia de Patricio Aylwin), ministra de Justicia (bajo Eduardo Frei Ruiz-Tagle) y ministra de Exteriores, convirtiéndose en la primera mujer en ocupar el cargo de canciller en la historia republicana de Chile (gobierno de Ricardo Lagos). Además, fue precandidata de su partido para competir en la elección presidencial de 2005.

## Biografía

### Primeros años y familia
Nacida el 17 de septiembre de 1950, vivió su infancia en la comuna de Puente Alto, al sur de Santiago. Su padre, Ernesto Alvear Retamal (ejecutivo de Empresas CMPC, fallecido en 1983), fue periodista del diario La Nación, dirigente deportivo y uno de los organizadores de la Copa Mundial de Fútbol de 1962. Su hermana María Teresa Alvear, fue concejala de la Municipalidad de Puente Alto durante tres periodos consecutivos, desde 2000 hasta 2012.
Durante sus años universitarios se casó con Gutenberg Martínez, abogado y militante DC, quien fuera diputado por el distrito N° 21 de la Región Metropolitana (periodo 1990-1994, 1994-1998 y 1998-2002), expresidente y consejero nacional de su partido. Asimismo, rector de la Universidad Miguel de Cervantes. Con su cónyuge es madre de tres hijos: Carlos, Gutenberg (gerente de inversiones) y Claudia (economista).

### Estudios
Cursó sus estudios primarios en el Liceo N.º 1 de Niñas, Javiera Carrera de Santiago. Posteriormente, ingresó a la Facultad de Derecho de la Universidad de Chile, donde destacó como ayudante en diversas cátedras e integró la «Comisión de Selección de Profesores» de la Facultad. Se diplomó en 1972 con distinción máxima y obtuvo el «Premio Pedro Montenegro» al mejor egresado. Obtuvo su licenciatura en Derecho y Ciencias Sociales con la tesis: Mecanismos jurídicos que posibilitan la participación en Chile. Se tituló de abogada 26 de julio de 1976.
Entre 1973 y 1975, cursó una licenciatura en ciencias del desarrollo por el Instituto Latinoamericano de Desarrollo y Estudios Sociales (ILADES), título que fue homologado por la Universidad Católica de Lovaina en Bélgica.

### Vida laboral
Inició su carrera profesional el Instituto de Financiamiento Cooperativo (IFICOOP Ltda.) y en la Financiera FINTESA, entre 1973 y 1975. A partir de 1978 y hasta 1990, dirigió su estudio jurídico. Ese mismo año, se desempeñó como consultora de la Organización de las Naciones Unidas para la Agricultura y la Alimentación (FAO). Paralelamente, fue profesora de la cátedra de derecho civil en la Universidad de Chile y formó parte del consejo directivo de la Universidad Alberto Hurtado (UAH).
En enero de 2007, fue la principal oradora en la «Décimo Octava Cátedra de Las Américas». Su ponencia se tituló: La participación política de la mujer en las Américas.
El 30 de abril de 2014, Canal 13 informó que la Junta Ordinaria de Accionistas determinó su incorporación al directorio del canal de televisión privado.
Desde 2015 integrante del Consejo Asesor Externo del Centro UC Estudios Internacionales (CIEUC).

## Carrera política
A los diecisiete años mientras era estudiante, ingresó a la Juventud de la Democracia Cristiana (JDC), asumiendo diferentes cargos y responsabilidades durante sus años de militancia.

### Ministra de tres presidentes
En 1988 trabajó en la campaña del NO del plebiscito de ese año, y en el comando de su compañero de partido Patricio Aylwin para las elección presidencial de 1989. Terminado dicho proceso, se desempeñó como presidenta de la Oficina Nacional de la Mujer (ONAM) y luego, asumió la cartera de la recién creada Servicio Nacional de la Mujer (Sernam), entre 1991 y 1994, bajo la presidencia de Aylwin. Desde su cargo, inició un «plan de igualdad de oportunidades[ e impulsó la creación inédita de la Ley Contra la Violencia Intrafamiliar, que fue promulgada el 22 de septiembre de 2005. También viajó a China, el 30 de septiembre de 1993, para visitar a la presidenta de la Federación Nacional de Mujeres de China, Chen Muhua.
Luego, durante la presidencia de Frei Ruiz-Tagle en marzo de 1994, Asumió como ministra de Justicia. Desde este ministerio, le correspondió llevar adelante la reforma global del sistema judicial chileno, partiendo por el establecimiento de un nuevo sistema procesal penal (RPP). También, se establecieron los Tribunales de Familia; y la modificación de la Ley de Filiación, que hizo desaparecer la diferencia entre hijos naturales y legítimos. Hacia fines de 1999, dejó su cargo para asumir como generalísima en la segunda vuelta de la campaña presidencial del candidato de la Concertación, Ricardo Lagos.
Tras el triunfo de Lagos sobre el candidato de la derechista Alianza por Chile, Joaquín Lavín, fue nombrada por éste en marzo de 2000 como ministra de Relaciones Exteriores, cargo en el que estuvo más de cuatro años (hasta septiembre de 2004). Entre los principales logros de esa época destacan la firma de tratados de libre comercio (TLC) con Estados Unidos, Corea del Sur y la Unión Europea; el envío de una misión de paz a Haití y el activo papel del país como miembro no permanente del Consejo de Seguridad de las Naciones Unidas (ONU), donde votó en contra de un ataque de Estados Unidos a Irak.
Durante su gestión, fue secretaria pro-témpore del Grupo de Río 2001; presidenta de la Reunión de Ministros de Relaciones Exteriores del Grupo de Río realizada en Santiago en marzo de 2001; secretaria pro tempore de la Red de Seguridad Humana 2002; presidenta de la IV Reunión Ministerial de la Red de Seguridad Humana realizada en Santiago en julio de 2002; presidenta de la XXXIII Asamblea General de la OEA realizada en Santiago en junio de 2003; y presidenta del Foro Mundial de Biotecnología realizado en Concepción en 2003. Además de ser una de las convocantes de la Comunidad de las Democracias; presidió el Comité Organizador APEC Chile 2004; presidió el Encuentro de los Ministros de APEC Responsables del Comercio realizado en Pucón en junio de 2004; y presidió el Consejo de Seguridad de Naciones Unidas durante las Sesiones 4898ª y 4903ª del 20 y 26 de enero de 2004. También, se reunió con su homólogo chino, el canciller Tanb Jiaxuan, el 2 de agosto de 2000 en Beijing.
Además, recibió numerosas condecoraciones por los gobiernos de Ucrania, República Dominicana, Paraguay, Hungría, Ecuador, Polonia, Perú, Costa Rica, Uruguay, Brasil, España, Argentina, Italia y la República de Corea.

### Precandidata presidencial
Alvear postuló como precandidata de la DC para la presidencial de 2005, luego de renunciar a su cargo en septiembre de 2004, al mismo tiempo que la precandidata del bloque PS-PPD-PRSD, Michelle Bachelet lo hacía a la cartera de Defensa Nacional. Alvear logró la precandidatura tras derrotar al senador y presidente de la colectividad, Adolfo Zaldívar en la elección efectuada en enero de 2005 entre los miembros del partido.
La Concertación estableció un mecanismo de elecciones primarias nacionales para determinar a la candidata única del conglomerado. Sin embargo, la amplia ventaja que tenía Bachelet sobre Alvear en diversos sondeos, el ingreso de Sebastián Piñera a la carrera y el bajo apoyo que recibió por parte de la dirigencia de su tienda, gatillaron su renuncia el día 24 de mayo de 2005 y la cancelación de las primarias programadas para el 31 de julio. Esto dejó el camino libre a Bachelet, quien se convirtió en la primera presidenta del país en enero de 2006.

### Senadora y líder DC

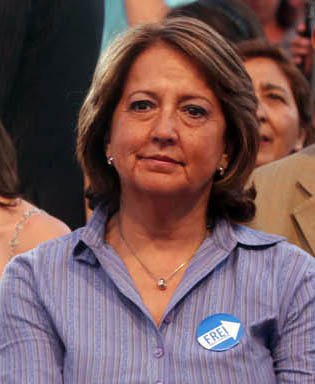
Soledad Alvear a fines de 2009.

Dos meses más tarde, en junio de 2005, anunció que postularía al Senado por la circunscripción Santiago Oriente (integrada por las comunas de El Bosque, La Cisterna, Las Condes, La Florida, La Granja, La Pintana, La Reina, Lo Barnechea, Lo Espejo, Macul, Ñuñoa, Pedro Aguirre Cerda, Peñalolén, Pirque, Providencia, Puente Alto, San Joaquín, San José de Maipo, San Miguel, San Ramón y Vitacura) y en las elecciones de diciembre de ese año, por el período legislativo 2006-2014. En dicha elección obtuvo la primera mayoría nacional con 582.117 votos, correspondiente al 43,6 % del total de los sufragios válidamente emitidos.
El 11 de marzo de 2006, asumió como senadora de la República. Integró las comisiones permanentes de Constitución, Legislación y Justicia y Reglamento; y de Trabajo y Previsión Social, que presidió.
Durante su gestión, impulsó hasta su transformación en ley, la iniciativa que da el carácter de irrenunciables a los excedentes de cotización de salud en las Isapres; abogó por la eliminación de la diferenciación según sexo de los precios de los planes de salud; insistió en que la Esclerosis Múltiple fuese cubierta por Fonasa e Isapres; elaboró un proyecto para garantizar el acceso universal e igualitario a la pensión de vejez; se preocupó por la jornada de trabajo de los choferes y auxiliares de la locomoción colectiva rural; y recalcó que es fundamental establecer un seguro de cesantía como un verdadero Plan AUGE para el desempleo. En materia de justicia y derechos humanos, subrayó la necesidad de que exista una agravante específica respecto del delito de lesiones, en consideración a la edad de la víctima; trabajó para que se establezcan medidas especiales de seguridad para fiscales y defensores; y propuso un proyecto para aclarar que la amnistía, el indulto y la prescripción de la acción penal y de la pena no fueran aplicables a los crímenes y simples delitos que constituyen genocidio, crímenes de lesa humanidad y de guerra, contemplados en los tratados internacionales ratificados por Chile y que se encuentran vigentes. Además, impulsó la protección de los derechos de los consumidores en lo referente al cobro de comisiones u otros cargos en los contratos de adhesión; y por establecer la obligación de informar en la Memoria de la Sociedades sobre los plazos de pago a los pequeños proveedores de bienes y servicios. De igual manera, se preocupó por los cobros excesivos a los infractores de tarifas o peajes de obras concesionadas.
Al mismo tiempo, como líder de la disidencia a la cúpula del partido, decidió presentarse como candidata a las elecciones de la directiva de la DC. El 30 de abril de 2006 fue proclamada como ganadora de dicha votación al obtener sobre el 68 % de los sufragios, superando al candidato oficialista Jaime Mulet (27 %) y a Pablo Lorenzini (5 %). Asumió como la primera presidenta mujer de la DC el 8 de mayo.
Los numerosos problemas que en sus comienzos debió encarar el gobierno de Michelle Bachelet, muchos relacionados con la falta de apoyo a algunos de sus proyectos de ley por parte de los parlamentarios oficialistas, sumados a la imagen de desorden en la DC, derivada de la salida del senador Adolfo Zaldívar, quien se descolgó de la colectividad con un grupo de militantes disidentes, pusieron en entredicho el liderazgo de Alvear desde mediados de 2007.
La persistente pérdida de apoyo en las encuestas políticas fue alejando paulatinamente durante la primera mitad de 2008 la posibilidad de que Alvear volviera a intentar llegar a la presidencia en 2010 compitiendo en su coalición con figuras de la talla de los exmandatarios Ricardo Lagos y Eduardo Frei Ruiz-Tagle, y el secretario general de la OEA, José Miguel Insulza. El fuerte debilitamiento que mostró su partido en las elecciones municipales de octubre enterró definitivamente esa opción; simultáneamente renunció a la presidencia de la DC el 28 de ese mes.
Un mes y medio después, en el marco de la Junta Nacional de la colectividad, la parlamentaria lanzó un fuerte llamado a sus camaradas para proclamar como precandidato a Frei. "Yo quiero pedirles solemnemente que Eduardo Frei se transforme en la flecha roja que nos lleve a reconquistar el corazón" de la gente, dijo la senadora a la asamblea.
En las elecciones parlamentarias de 2013 no logró ser reelegida en su cargo parlamentario.

### Renuncia a la DC y nuevo movimiento
El 21 de abril de 2018, renunció al Partido Demócrata Cristiano, donde militó por cincuenta años. Al mes siguiente formó un nuevo movimiento denominado «Comunidad en Movimiento» con el fin de "consolidar una identidad que emane desde el centro y que recoja las raíces de un Humanismo Cristiano", en conjunto con su cónyuge Gutenberg Martínez.

### Actividades posteriores
En mayo de 2018, durante el segundo gobierno del presidente Sebastián Piñera, se integró a formar parte del programa "Acuerdo Nacional de Desarrollo Integral".
En agosto de 2019, firmó una alianza política con el «Movimiento Progresismo con Progreso», presidido por Mariana Aylwin, con el objeto de trabajar en el centro político. En enero de 2020, fortalecen esta alianza con miras al proceso constituyente.

## Distinciones y condecoraciones

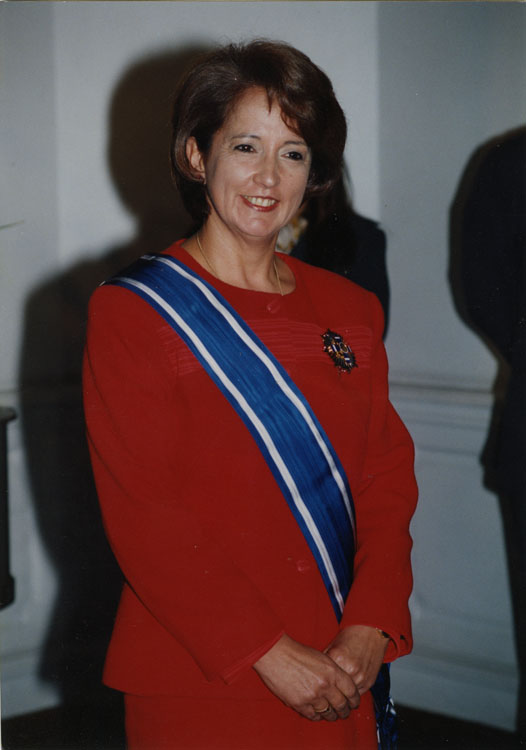
Alvear ostentando una condecoración por parte del gobierno de El Salvador, el 18 de agosto de 2000.

### Condecoraciones extranjeras
- Orden de Isabel la Católica ( España, 1 de junio de 2001).[25]
- Gran Cruz de la Orden El Sol del Perú ( Perú, 25 de junio de 2002).[26]

### Distinciones nacionales
En atención a la labor de servicio público que ha desarrollado ha sido condecorada por numerosas instituciones: fue «Mujer Destacada en Política del Año 2003», otorgada por la revista Caras; «Personaje del Año 2003», otorgada por revista Ercilla; «Premio ANPTEL 2003», otorgado por la Agrupación Nacional de Periodistas de Televisión; «Noticia Positiva del Año 2003» por el Tratado de Libre Comercio (TLC) con Estados Unidos, entregada por el diario La Segunda; «Premio Asexma Chile 2003» por la firma de los últimos acuerdos comerciales; «Medalla Valparaíso - Patrimonio de la Humanidad», entregada por la municipalidad porteña; «Premio a la Mejor Iniciativa Pública 2002» por el Acuerdo con la Unión Europea (UE), entregada por El Diario; «Premio EuroChile; Premio Personalidades Distinguidas 2002», otorgado por la Universidad del Pacífico; «Miembro de Honor del Círculo de Confianza del Foro de la Nueva Economía» por el reforzamiento de las relaciones Chile-España; y fue nombrada «Profesora Honoraria». Por la Universidad de Acción Pro Educación y Cultura (UNAPEC) de Santo Domingo en 2009.

## Historial electoral

### Elecciones parlamentarias de 2005
- Elecciones parlamentarias de 2005, candidata a senadora por la Circunscripción 8, Santiago Oriente[27]

### Elecciones parlamentarias de 2013
- Elecciones parlamentarias de 2013, candidata a senadora por la Circunscripción 8, Santiago Oriente[22]